# Nešpory

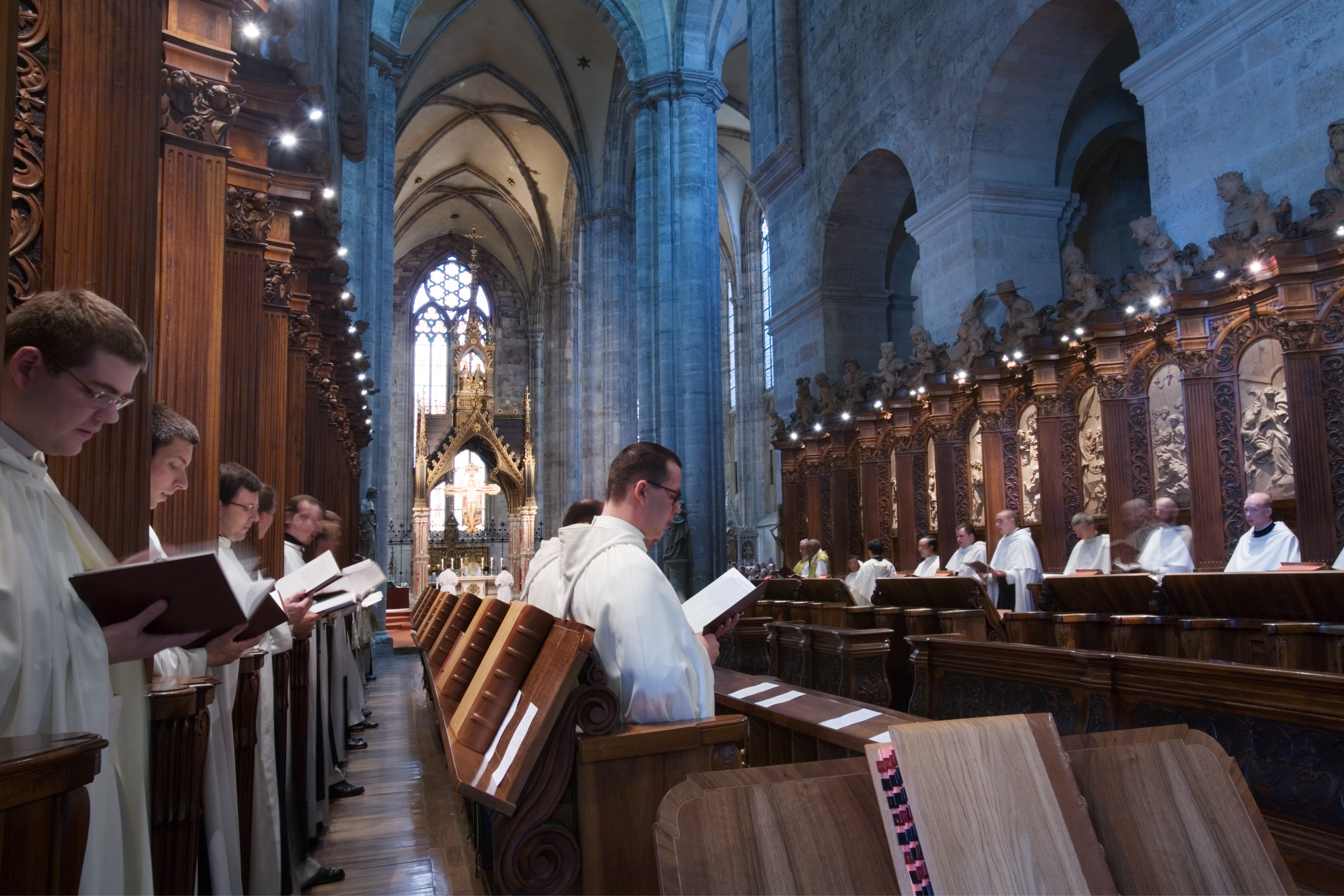
chórová modlitba v opatství Heiligenkreuz

Nešpory (latinsky vesperae, či officium vespertinum, od vesper, „večer“) jsou součástí denní modlitby římskokatolické církve, odpolední či podvečerní pobožnost. Pravidelně je dodržují řeholníci v klášterech. Dalšími pobožnostmi v průběhu dne jsou invitatorium (uvedení do první modlitby dne, verše z žalmu s antifonou), ranní chvály, tři „malé hodinky“ – dopolední, polední, odpolední, pak následují nejlépe za setmění nešpory a před spaním kompletář.
Sicilské nešpory je označení pro historickou událost, povstání na Sicílii v roce 1282, které propuklo při shromáždění lidí při velikonočních nešporách a v důsledku kterého došlo k rozdělení sicilského království.

## Struktura modlitby nešpor
- Úvod – Bože, pospěš mi na pomoc. (při těchto slovech se modlící požehnají velkým křížem), odpovědí je: Slyš naše volání. Následuje „trojiční chvalozpěv“: Sláva Otci i Synu i Duchu svatému, jako byla na počátku, nyní i vždycky, až na věky věků. Amen. Úvodní část uzavírá zvolání Aleluja (vypouští se v době postní).
- Hymnus – Hymnický text, který je možno recitovat nebo chorálně zpívat (nápěvy obsahuje samostatná liturgická kniha – Liber hymnarius – česky hymnář). Text je dělen do strof a končí zvoláním Amen.
- Psalmodie (žaltář) – obsahuje 2 žalmy s antifonami, které se říkají na začátek a opakují se na konec žalmu a novozákonní kantikum s antifonou.
- Lectio brevis (krátké čtení) – obsahuje kratičký úryvek biblického textu (už se ale nejedná o úryvek žalmu).
- Krátké responsorium – jedná se o zpívanou nebo recitovanou antifonu s odpovědí, mající vztah k přečtenému krátkému čtení nebo k období liturgického roku.
- Kantikum Panny Marie (Magnificat) – následuje po krátkém responsoriu, skládá se z antifony a zpěvu nebo recitace novozákonního hymnu. Hymnus zachycuje text chvalozpěvu, který pronesla Panna Maria a který je zachycen v Bibli v Lukášově evangeliu. Na závěr se opakuje antifona.
- Prosby – na Magnificat navazují krátké prosby s vkládanou odpovědí, kterou je možné při společné modlitbě vypustit. Každá prosba má totiž dvě části. První část modlících se přednese začátek prosby a druhá část modlících se zbytek prosby.
- Otče náš – prosby jsou po antifoně zakončeny společnou modlitbou Otče náš, kterou může předsedající, je-li nositelem jáhenského nebo kněžského svěcení, uvést stejným způsobem jako ve mši svaté. Vypouští se „neb tvé je království i moc i sláva na věky“.
- Závěrečná modlitba – pronáší ji předsedající. Modlitba je obvykle shodná se vstupní modlitbou mše toho dne, má-li vlastní.
- Požehnání – závěrečnou částí je požehnání. Předsedá-li modlitbě kněz nebo jáhen, žehná přítomným stejným způsobem jako ve mši. Modlí li se modlitbu sami laici, končí se tím, že se sami přežehnají znamením kříže a přitom pronášejí slova: Dej nám Bože své požehnání, chraň nás všeho zlého a doveď nás do věčného života. Na to se odpoví: Amen. Tím je modlitba skončena.